# الكلية التكنولوجية ببورسعيد
الكلية التكنولوجية ببورسعيد هي من المعاهد الحكومية المصرية وتضم 6 معاهد.

## المعاهد
المعهد الفني الصناعي ببورسعيد - المعهد الفني الصناعي ببئر العبد - المعهد الفني للمنشآت البحرية واقتصاديات النقل البحري ببور سعيد،
المعهد الفني التجاري ببورسعيد - المعهد الفني التجاري بالعريش - المعهد الفني للسياحة والفنادق ببور سعيد